# 10784 Noailles
10784 Noailles (1991 RQ11) là một tiểu hành tinh vành đai chính được phát hiện ngày 4 tháng 9 năm 1991 bởi E. W. Elst ở Đài thiên văn Nam Âu.
Nó có quỹ đạo đặc trưng bởi bán trục lớn 2,62 AU, độ lệch tâm 0,04 và độ nghiêng 15,9° so với mặt phẳng hoàng đạo.